# Geórgios Saridákis (personnalité politique)
Pour les articles homonymes, voir Georgios Saridakis.
Geórgios Saridákis (grec moderne : Γεώργιος Σαριδάκης), né le 17 juillet 1938 à Kritsá, est un homme politique grec. Il est député européen.